# Sada (Galiza)

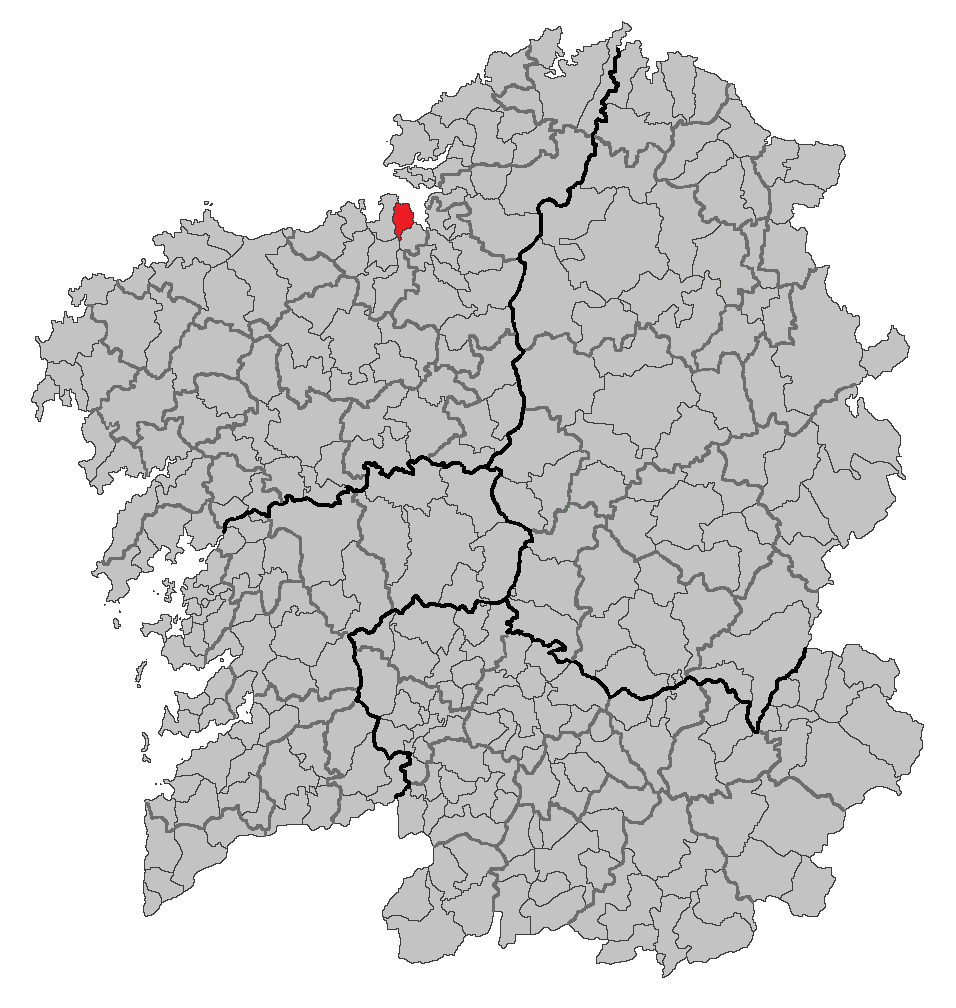
Localização de Sada (Espanha)

Sada é um município da Espanha na província da Corunha, comunidade autónoma da Galiza, de área 27,26 km² com população de 13 606 habitantes (2007) e densidade populacional de 464,85 hab/km².

## Demografia
| Variação demográfica do município entre 1991 e 2004 | Variação demográfica do município entre 1991 e 2004 | Variação demográfica do município entre 1991 e 2004 | Variação demográfica do município entre 1991 e 2004 |
| --------------------------------------------------- | --------------------------------------------------- | --------------------------------------------------- | --------------------------------------------------- |
| 1991                                                | 1996                                                | 2001                                                | 2004                                                |
| 8935                                                | 9997                                                | 11464                                               | 12453                                               |